# Juan Manuel Díaz Martínez
Juan Manuel Díaz Martínez (Montevideo, Uruguay, 28 de octubre de 1987) es un exfutbolista que se desempeñaba como defensor y su último equipo fue el AEK Atenas de Grecia.

## Trayectoria
Luego de tener un paso por Estudiantes de La Plata que en lo colectivo fue bueno y el equipo ganó la Copa Libertadores, tuvo una buena temporada alternando buenos partidos y disputó La final del Mundial de Clubes. Pasó a River, y allí perdió la Promoción, teniendo un paso sin pena ni gloria por el Club de Núñez.
El 16 de agosto de 2011, jugando en el Monumental ante Chacarita Juniors, se convirtió en el autor del primer gol de River en Segunda División en su historia. Dicho gol fue el primero oficial que convirtió con la camiseta del Millonario, por lo cual este gol hizo historia. Luego marcó su segundo gol para River en la victoria de su equipo frente a Gimnasia y Esgrima de la Plata por 2 a 0. Luego de un buen paso por el club "millonario", hizo un buen trabajo, a pesar de que no pudo jugar los últimos partidos del club de Núñez en la Primera B Nacional, en julio de 2012 se dio su traspaso al Club Nacional de Football de Uruguay. En abril de 2016 firmó contrato con el Club Atlético Huracán de Argentina, su contratación solo duró 48hs. Ya que tuvo que volver a su país por problemas personales. Se retiró a los 29 años tras defender al AEK Atenas de Grecia

## Selección nacional
Participó con la selección uruguaya del Sudamericano juvenil sub-20 disputado en Paraguay, convirtió un gol a los 90 minutos frente a Chile.
También estuvo en el seleccionado que representó a Uruguay en el Mundial Sub-20 en Canadá. Estuvo a punto de hacer un gol en el último minuto frente a Estados Unidos, lo que le daría paso a los penales para pasar a los cuartos de final. También ha integrado la selección uruguaya absoluta, en los partidos clasificatorios para el mundial de Sudáfrica 2010.
El 27 de julio de 2010 fue reservado para jugar un partido amistoso contra Angola en Lisboa.

### Participaciones en Copas del Mundo
| Mundial                     | Sede   | Resultado        |
| --------------------------- | ------ | ---------------- |
| Copa Mundial Sub-20 de 2007 | Canadá | Octavos de final |

## Estadísticas
| Club                              | Temporada           | Liga | Liga | Copas Nacionales | Copas Nacionales | Copas Internacionales | Copas Internacionales | Total | Total |
| Club                              | Temporada           | PJ   | G    | PJ               | G                | PJ                    | G                     | PJ    | G     |
| --------------------------------- | ------------------- | ---- | ---- | ---------------- | ---------------- | --------------------- | --------------------- | ----- | ----- |
| Estudiantes de La Plata Argentina | 2007/08             | 11   | 1    | -                | -                | 4                     | 0                     | 15    | 1     |
| Estudiantes de La Plata Argentina | 2008/09             | 19   | 0    | -                | -                | 16                    | 0                     | 35    | 0     |
| Estudiantes de La Plata Argentina | 2009/10             | 15   | 1    | -                | -                | 2                     | 0                     | 17    | 1     |
| Estudiantes de La Plata Argentina | Total               | 45   | 2    | -                | -                | 22                    | 0                     | 67    | 2     |
| River Plate Argentina             | 2009/10             | 11   | 0    | -                | -                | -                     | -                     | 11    | 0     |
| River Plate Argentina             | 2010/11             | 19   | 0    | -                | -                | -                     | -                     | 19    | 0     |
| River Plate Argentina             | 2011/12             | 12   | 2    | -                | -                | -                     | -                     | 12    | 2     |
| River Plate Argentina             | Total               | 42   | 2    | -                | -                | -                     | -                     | 42    | 2     |
| Nacional · Uruguay                | 2012/13             | 14   | 0    | -                | -                | 5                     | 0                     | 19    | 0     |
| Nacional · Uruguay                | 2013/14             | 19   | 2    | -                | -                | 7                     | 0                     | 26    | 2     |
| Nacional · Uruguay                | 2014/15             | 4    | 0    | -                | -                | 2                     | 0                     | 6     | 0     |
| Nacional · Uruguay                | Total               | 37   | 2    | -                | -                | 14                    | 0                     | 51    | 2     |
| Total en su carrera               | Total en su carrera | 124  | 6    | -                | -                | 36                    | 0                     | 160   | 6     |

## Palmarés

### Campeonatos nacionales
| Título              | Club        | País      | Año     |
| ------------------- | ----------- | --------- | ------- |
| Primera B Nacional  | River Plate | Argentina | 2011-12 |
| Torneo Apertura     | Nacional    | Uruguay   | 2014    |
| Campeonato Uruguayo | Nacional    | Uruguay   | 2014-15 |

### Campeonatos internacionales
| Título            | Club                    | País           | Año  |
| ----------------- | ----------------------- | -------------- | ---- |
| Copa Libertadores | Estudiantes de La Plata | Belo Horizonte | 2009 |